# Лиепиньш, Харий Янович
Харий Янович Лиепиньш (латыш. Harijs Liepiņš; 1927—1998) — советский латышский актёр театра и кино. Народный артист СССР (1988).

## Биография
Харий Лиепиньш родился 15 декабря 1927 года (по другим источникам — 15 марта) в Тернейской волости (ныне — Ипикская волость, Руйиенский край) на севере Латвии, недалеко от границы с Эстонией.
В 1935 году семья переехала в Ригу. Учился в 28-й Рижской средней школе. После оккупации Риги вермахтом стал свидетелем уничтожения сверстников-евреев, в том числе любимой девушки, погибшей вместе с родителями. Чтобы поступить в Первую государственную гимназию, прибавил себе возраст, однако из-за этого в 1943 году был мобилизован в Латышский легион СС. В 1945 году попал в «Курляндский котел», после окончания войны пытался пробраться в Ригу, но был задержан и осуждён как коллаборационист. Отбывал наказание в Воркуте, работал на шахте.
В ходе следствия было установлено, что он служил в штабе писарем, оружия в руки не получал, в боевых действиях не участвовал. В 1946 году, согласно Постановлению Совета Министров СССР № 843-342сс «О возвращении на родину репатриантов — латышей, эстонцев и литовцев», принятому по ходатайству руководителей Латвийской ССР Яна Калнберзина и Вилиса Лациса, после полутора лет заключения в лагере вернулся в Ригу и поступил во 2-ю студию Художественного театра, которую окончил в 1949 году. Учился вместе с Э. Павулсом, В. Артмане, В. Скулме.
С 1949 года — актёр Художественного театра имени Я. Райниса (ныне Театр «Дайлес»), где играл более полувека.
В 1955 году дебютировал в кино. Снимался на разных киностудиях Советского Союза у ведущих режиссёров, работая на площадках с Василием Шукшиным, Всеволодом Сафоновым, Раднэром Муратовым, Аллой Демидовой. Сергей Бондарчук утвердил Лиепиньша на роль Гнейзенау в «Ватерлоо», в «Кремлёвских курантах» он сыграл Герберта Уэллса, а в «Синдикате-2» — британского разведчика и авантюриста Сиднея Рейли.
Умер 3 августа 1998 года во время рыбалки на хуторе «Леясмали» под Скрундой. Похоронен на кладбище Райниса в Риге.

Памятник на кладбище Райниса.

### Семья
- Супруга — Мудите Шнейдере[латыш.] (1934—2023), советская и латвийская актриса, писательница.

## Звания и награды
- Заслуженный артист Латвийской ССР (1958)
- Народный артист Латвийской ССР (1978)
- Народный артист СССР (1988)
- Орден «Знак Почёта» (1956)
- Кавалер ордена Трёх звёзд (1994)
- КФ республик Прибалтики, Белоруссии и Молдавии (Премия за лучшую мужскую роль, фильм «Когда дождь и ветер стучат в окно», Рига, 1968)

## Творчество

### Роли в театре

#### Театр «Дайлес»(Художественный театр имени Я. Райниса)
- 1950 — «Индулис и Ария» Я. Райниса — Удис
- 1953 — «Ромео и Джульета» У. Шекспира — Ромео
- 1956 — «Играй, танцуй» Я. Райниса — Тотс
- 1959 — «Гамлет» У. Шекспира — Гамлет
- 1965 — «Огонь и ночь» Я. Райниса — Кангарс
- 1969 — «Идиот» по Ф. Достоевскому — князь Мышкин
- 1973 — «Ричард III» У. Шекспира — король Ричард
- 1975 — «Бранд» Г. Ибсена — Бранд
- 1984 — «Дон Кихот» М. де Сервантеса — Дон Кихот

## Фильмография
1. 1955 — К новому берегу — Артур
2. 1956 — За лебединой стаей облаков — следователь
3. 1956 — Урок истории — немецкий рабочий
4. 1957 — Наурис — Зельтинь
5. 1958 — Чужая в посёлке — Цалитис
6. 1959 — Озорные повороты — Антс
7. 1959 — Золотой эшелон — Иштван
8. 1960 — На пороге бури — Вилде
9. 1961 — Опасные повороты — Антс
10. 1962 — Ледоход — Гризенау
11. 1962 — Закон Антарктиды — Пиколотто
12. 1964 — До осени далеко — Шумский
13. 1966 — Я всё помню, Ричард — Янис
14. 1966 — Два года над пропастью — начальник гестапо
15. 1966 — В 26-го не стрелять — Берг, заместитель шефа гестапо
16. 1967 — Когда дождь и ветер стучат в окно — Лейнасар
17. 1968 — Шестое июля — Иоаким Вацетис
18. 1968 — Ошибка Оноре де Бальзака — Ядковский
19. 1968 — Времена землемеров — Шваукст
20. 1968 — Безумие — немецкий лейтенант
21. 1969 — Ватерлоо — генерал Гнейзенау
22. 1970 — Семья Коцюбинских — Владимир Винниченко
23. 1970 — Кремлёвские куранты — Герберт Уэллс
24. 1971 — Человек в проходном дворе — Отто Янович Пухальский
25. 1971 — Мировой парень — Дарлингтон
26. 1972 — Ель во ржи — Герман
27. 1973 — Подарок одинокой женщине — Зеро
28. 1974 — Свет в конце тоннеля — Эвальд Апсе
29. 1974 — Ответная мера — Карл Вирц
30. 1974 — Продолжение — немецкий врач
31. 1975 — Ключи от рая — Эвальд Апсе
32. 1976 — Быть лишним — Тексис
33. 1977 — Подарки по телефону — Розе, директор
34. 1977 — Красные дипкурьеры — Цесарский
35. 1980 — Испанский вариант — Дуфнер, группенфюрер
36. 1980 — Синдикат-2 — Сидней Рейли
37. 1981 — Долгая дорога в дюнах — Освальд Крейзис, адвокат
38. 1985 — Проделки сорванца — Эмиль Свенсон
39. 1985 — Контрудар — Манштейн, фельдмаршал
40. 1986 — И в звуках память отзовётся — эпизод

## Память
- С 2005 года имя Х. Лиепиньша носит профессиональная латвийская награда, вручаемая за самую яркую по итогам прошедшего сезона актёрскую работу в кино, на телевидении или на радио.